# Плюшкейми
Плюшкейми (пол. Pluszkiejmy, нім. Plautzkehmen) — село в Польщі, у гміні Дубенінки Ґолдапського повіту Вармінсько-Мазурського воєводства.
Населення — 119 осіб (2011).
У 1975-1998 роках село належало до Сувальського воєводства.

## Демографія
Демографічна структура станом на 31 березня 2011 року:
|          | Загалом | Допрацездатний вік | Працездатний вік | Постпрацездатний вік |
| -------- | ------- | ------------------ | ---------------- | -------------------- |
| Чоловіки | 50      | 10                 | 36               | 4                    |
| Жінки    | 69      | 21                 | 38               | 10                   |
| Разом    | 119     | 31                 | 74               | 14                   |